# Délégation à l'information et à la communication
Pour les articles homonymes, voir DICOM.
La Délégation à l'information et à la communication (également désigné par le sigle DICOM) est une unité du Ministère de l'Intérieur, qui s'occupe essentiellement de sa communication.

## Description
Plusieurs divisions sont présentées au sein de la DICOM :
- La division Image

Cette division regroupe tous les techniciens qui s'occupent des photos et vidéos qui sont ensuite diffusées au public. Elle s'occupe principalement de tous les moyens de communication visuels.
- La division Web

Cette division s'occupe de toutes les pages du Ministère de l'Intérieur sur les réseaux sociaux ainsi que du site web officiel du Ministère. Elle maintient à jour tous ces moyens de communication web en fonction des événements.
- La MACO

La MACO est la division qui concerne la communication du Ministre de l'Intérieur lui-même. Le personnel installe tout le dispositif du communication du Ministre (notamment le fond bleu, les drapeaux, les estrades, la sonorisation,...) avant son discours, pour que le Ministre puisse faire celui-ci dans de bonnes conditions.
- L'équipe technique

L'équipe technique est une équipe d'une vingtaine de spécialistes, qui s'occupe de construire l'intégralité des stands du Ministère de l'Intérieur (Mondial de l'Automobile, Mondial du deux-roues, Salon de l'Agriculture, Salon des Seniors, Salon de l'étudiant,...).
Cette même équipe est également chargée du montage de ces mêmes salons, et des réalisations MACO.
L'équipe technique travaille directement pour le Ministre de l'Intérieur, la Police Nationale, la Gendarmerie Nationale, la Sécurité Civile et les Sapeurs Pompiers.